# USS Hazelwood (DD-107)
USS Hazelwood (DD-107) – amerykański niszczyciel typu Wickes będący w służbie United States Navy w okresie po I wojnie światowej. Patronem okrętu był John Hazelwood.
Stępkę okrętu położono 24 grudnia 1918 w stoczni Union Iron Works w San Francisco. Zwodowano go 22 czerwca 1918, matką chrzestną była Marian L. Neitzel. Jednostka weszła do służby 20 lutego 1919, pierwszym dowódcą został Comdr. A. A. Corwin.
Po rejsie odbiorczym i podróży do Norfolk po zapasy, "Hazelwood" 15 kwietnia 1919 opuścił Nowy Jork i popłynął w stronę Morza Śródziemnego. Do Gibraltaru dotarł 9 maja i uczestniczył w szkoleniach i ćwiczeniach jako eskorta pancernika "Arizona" (BB-39). Po rejsie śródziemnomorskim okręt wyszedł z portu maltańskiego 28 lipca i dotarł do Nowego Jorku 13 sierpnia. Następnego dnia wyszedł w rejs na Pacyfik, który miał się stać od teraz wodami macierzystymi. Niszczyciel odwiedzając po drodze Kubę i Panamę dotarł do San Francisco 5 września. Po operacjach w rejonie zachodniego wybrzeża USA okręt został wycofany ze służby 7 lipca 1922 w San Diego.
"Hazelwood" wrócił do pełnej służby 1 kwietnia 1925 i uczestniczył w ćwiczeniach gotowości i szkoleniach wraz z jednostkami Floty Pacyfiku przez następne 5 lat. Został wycofany ze służby 15 listopada 1935 w San Diego i sprzedany firmie Learner and Rosenthal 30 sierpnia 1935. 